# Žalm 109
Žalm 109 („Bože, má chválo, nestav se hluchým“) je biblický žalm. V překladech, které číslují podle Septuaginty, se jedná o 108. žalm. Žalm je nadepsán těmito slovy: „Pro předního zpěváka, žalm Davidův.“ Podle některých vykladačů toto nadepsání znamená, že žalm byl určen k tomu, aby jej při určitých příležitostech odzpívával zkušený zpěvák za přítomnosti krále z Davidova rodu.Tradiční židovský výklad naproti tomu považuje žalmy, které jsou označeny Davidovým jménem, za ty, které napsal přímo král David.